# Joaquín Vial
Joaquín Luis Vial Ruiz-Tagle (15 de mayo de 1953) es un economista, académico, investigador y consultor chileno. Se desempeñó como titular de la Dirección de Presupuestos (Dipres) durante el gobierno del presidente Eduardo Frei Ruiz-Tagle, entre 1997 y 2000. Entre febrero de 2012 y febrero de 2022, ejerció como consejero del Banco Central de Chile; fungiendo simultáneamente como vicepresidente del organismo, desde el 29 de marzo de 2018 hasta su cese, el 6 de febrero de 2022. Desde abril de 2022 es investigador principal de CLAPES UC y profesor del Instituto de Economía de la Universidad Católica.
Ha realizado actividades docentes y de investigación en las universidades De Chile, De Santiago, Diego Portales y Adolfo Ibáñez, entre otras.
Tiene una larga lista de publicaciones como autor, coautor, editor y compilador.

## Estudios
Se formó como ingeniero comercial en la Universidad de Chile de la capital, donde posteriormente alcanzó el grado de magíster en economía.
En 1988 consiguió un doctorado en la misma disciplina en la Universidad de Pensilvania, en los Estados Unidos. Su tesis versó sobre el mercado mundial del cobre.

## Actividad profesional

### Ascenso
Desde sus años universitarios fue un activo militante del Partido Demócrata Cristiano (PDC). Debido a este vínculo, una vez finalizada la dictadura militar del general Augusto Pinochet (1973-1990), colaboró en el gobierno como jefe de política macroeconómica del Ministerio de Hacienda entre 1992 y 1994.
Tras ello fue nombrado director de la Corporación de Estudios para Latinoamérica (Cieplan) entre 1994 y 1996, entre cercano a la coalición centroizquierdista Concertación de Partidos por la Democracia.

### Altos cargos
Durante el gobierno del presidente Eduardo Frei Ruiz-Tagle ejerció como director de Presupuestos entre 1997 y 2000, debiendo enfrentar la crisis financiera desatada en Asia.
Hasta fines de 2003 fue investigador senior de la Universidad de Columbia en Nueva York. Tuvo a su cargo la dirección del Proyecto Andino de Competitividad, desde sus inicios en el año 2000 en el Center for International Development de la Universidad de Harvard hasta junio de 2002 y posteriormente en la Universidad de Columbia hasta su finalización, en noviembre de 2003.
Ingresó al servicio de estudios de BBVA Chile en 2004, desempeñándose como economista jefe para Chile; jefe de la Unidad de Tendencias Globales; y economista jefe para Chile y América del Sur. Entre 2009 y 2011 ejerció como presidente de la AFP BBVA Provida.
A comienzos de 2012, su nombre fue planteado por el gobierno del presidente Sebastián Piñera como reemplazo de José De Gregorio en el Consejo del Banco Central de Chile. Fue ratificado por el Senado, por 25 votos contra 5 y 3 abstenciones, el último día de enero de ese año. Su asunción oficial al cargo se constató el 13 de febrero.
El 29 de marzo de 2018 fue elegido por los miembros del Consejo del Banco Central de Chile como vicepresidente de la entidad.

## Publicaciones
- Patrones de consumo de cobre: determinantes del consumo del cobre por sectores en EEUU (1991), (autor junto a Rodrigo Valdés).
- Reflexiones en torno a la Ley de Pesca (1991).
- Evolución del producto por regiones (1994).
- Reflexiones sobre política cambiaria (1995).
- Políticas económicas y Sociales en el Chile Democrático, Cieplan (1995), (autor junto a Dagmar Raczynski y Crisóstomo Pizarro).
- Instrumentos económicos en la política forestal chilena (1996).
- Política ambiental y competitividad internacional de Chile (1996).
- La fijación del salario mínimo en Chile: elementos para una discusión (enlace roto disponible en Internet Archive; véase el historial, la primera versión y la última). (1997).
- Construyendo opciones (1998) (con otros autores).
- Institucionalidad y desempeño fiscal: Una mirada a la experiencia de Chile en los '90 (2001).
- Competitividad y perspectivas de crecimiento de Chile en las próximas décadas (2003).
- Some Ideas About a New Policy Consensus for Latin America (2005).
- Competitividad e innovación: tareas pendientes en América Latina Cieplan (2007).

## Nota
1. ↑  Vial militó desde los años 1980 en la tienda, cuando ésta se encontraba proscrita. Una vez regularizado el sistema de partidos, no se reaflió por estar fuera del país. Debido a ello, técnicamente, Vial es independiente desde el punto de vista político.